# Nederländernas kommunistiska parti
Nederländernas kommunistiska parti (Communistische Partij van Nederland, CPN) var ett kommunistiskt parti i Nederländerna bildat 1930 genom samgående mellan CPH centralkommittén och CPH holländska sektionen av kommunistiska internationalen.
Den 1 mars 1989 gick man samman med Radikala politiska partiet, Pacifistiska socialistpartiet och Evangeliska folkpartiet och bildade det nya partiet Grön vänster. Partiet upplöstes dock formellt först 1991.